# جيمي كلارك
جيمي كلارك (بالإنجليزية: Jimmy Clark)‏ (26 فبراير 1914 – 12 سبتمبر 1994) هو ملاكم أمريكي راحل، مثّل بلاده في الألعاب الأولمبية الصيفية 1936.

## روابط خارجية
جيمي كلارك على موقع بوكس ريك (الإنجليزية) (registration required)
- جيمي كلارك على موقع أوليمبيديا (الإنجليزية)